# Landgericht Ortenberg
Das Landgericht Ortenberg war von 1821 bis 1879 als Landgericht ein erstinstanzliches Gericht der ordentlichen Gerichtsbarkeit im Großherzogtum Hessen mit Sitz in Ortenberg (heute: Wetteraukreis).

## Ausgangslage
Die Rechtsprechung der ersten Instanz wurde im Großherzogtum Hessen vor 1821 durch die Ämter wahrgenommen, in denen Rechtsprechung und Verwaltung noch nicht getrennt waren. Die Ämter waren nicht alle staatlich. In einigen lagen die entsprechenden Hoheitsrechte ganz oder teilweise in den Händen Adeliger (Patrimonialgerichte).

## Gründung
Ab 1821 trennte das Großherzogtum Hessen auch auf der unteren Ebene die Rechtsprechung von der Verwaltung. 
In einem ersten Schritt geschah das zunächst in den Bereichen des Staates, in denen er die Hoheitsrechte in vollem Umfang (Dominiallande) oder doch ganz überwiegend ausübte. Die bisher von den Ämtern wahrgenommenen Aufgaben wurden nun in Landratsbezirken (zuständig für die Verwaltung) und Landgerichtsbezirken (zuständig für die Rechtsprechung) neu organisiert. Dabei wurde das Landgericht Ortenberg aus den staatlichen Ämtern Ortenberg, Lißberg, der Stadt Ortenberg und den standesherrlichen Ämtern Ortenberg und Gedern, sowie dem kondominalen Effolderbach gebildet.

## Entwicklung
Im Juni 1823 kam noch die Gemeinde Lindheim hinzu, die zuvor ein knappes halbes Jahr zum Landgericht Großkarben gehört hatte.
1830 wurde die links des Bleichenbachs liegende Hälfte des Dorfes Gelnhaar, die ehedem zum Sprengel des Landgerichts Büdingen zählte, dem Landgericht Ortenberg zugeteilt, so dass dessen Sprengel nun ganz Gelnhaar umfasste.
Die Neuordnung der Gerichtsbezirke in der Provinz Oberhessen mit Wirkung vom 15. Oktober 1853 verschob die Bezirksgrenzen gegenüber den angrenzenden Landgerichtsbezirken Büdingen, Nidda und Altenstadt (siehe: Übersicht).

## Ende
Mit dem Gerichtsverfassungsgesetz von 1877 wurden Organisation und Bezeichnungen der Gerichte reichsweit vereinheitlicht. Zum 1. Oktober 1879 hob das Großherzogtum Hessen deshalb die Landgerichte auf. Funktional ersetzt wurden sie durch Amtsgerichte. So ersetzte nun das Amtsgericht Ortenberg das Landgericht Ortenberg. „Landgerichte“ nannten sich nun die den Amtsgerichten direkt übergeordneten Obergerichte. Das Amtsgericht Ortenberg war dem Bezirk des Landgerichts Gießen zugeordnet.

## Bezirk
| Gemeinde                            | 1821 | später | Anmerkung                                                            |
| ----------------------------------- | ---- | ------ | -------------------------------------------------------------------- |
| Bellmuth                            |      | 1853   | Vom Landgericht Nidda                                                |
| Bergheim                            | ×    |        | Vom staatlichen Amt Ortenberg                                        |
| Bleichenbach                        | ×    |        | Vom staatlichen Amt Ortenberg                                        |
| Bobenhausen I                       | ×    |        | Vom Amt Lißberg                                                      |
| Eckartsborn                         | ×    |        | Vom Amt Lißberg                                                      |
| Effolderbach                        | ×    |        | Kondominat Effolderbach                                              |
| Enzheim                             | ×    |        | Vom staatlichen Amt Ortenberg; 1853 an das Landgericht Altenstadt    |
| Gedern                              | ×    |        | Vom standesherrlichen Amt Gedern                                     |
| Gelnhaar (rechts des Bleichenbachs) | ×    |        | Vom staatlichen Amt Ortenberg                                        |
| Gelnhaar (links des Bleichenbachs)  |      | 1830   | Vom Landgericht Büdingen                                             |
| Glauberg                            | ×    |        | Vom standesherrlichen Amt Gedern; 1853 an das Landgericht Altenstadt |
| Hainchen                            | ×    |        | Vom staatlichen Amt Ortenberg; 1853 an das Landgericht Altenstadt    |
| Hirzenhain                          | ×    |        | Vom standesherrlichen Amt Ortenberg                                  |
| Lindheim                            |      | 1823   | Vom Landgericht Großkarben; 1853 an das Landgericht Altenstadt       |
| Lißberg                             | ×    |        | Vom Amt Lißberg                                                      |
| Merkenfritz                         |      | 1853   | Vom Landgericht Büdingen                                             |
| Mittel-Seemen                       | ×    |        | Vom standesherrlichen Amt Ortenberg                                  |
| Nieder-Seemen                       | ×    |        | Vom standesherrlichen Amt Ortenberg                                  |
| Ober-Seemen                         | ×    |        | Vom standesherrlichen Amt Ortenberg                                  |
| Ortenberg                           | ×    |        | Vom staatlichen und vom standesherrlichen Amt Ortenberg              |
| Ranstadt                            | ×    |        | Vom standesherrlichen Amt Gedern                                     |
| Schwickartshausen                   | ×    |        | Vom Amt Lißberg                                                      |
| Selters                             | ×    |        | Vom staatlichen Amt Ortenberg                                        |
| Steinberg                           | ×    |        | Vom standesherrlichen Amt Ortenberg                                  |
| Stockheim                           |      | 1853   | Vom Landgericht Büdingen                                             |
| Usenborn                            | ×    |        | Vom standesherrlichen Amt Gedern                                     |
| Volkartshain                        | ×    |        | Vom standesherrlichen Amt Gedern                                     |
| Wenings                             |      | 1853   | Vom Landgericht Büdingen                                             |
| Wippenbach                          | ×    |        | Vom staatlichen Amt Ortenberg                                        |